# 多夫加利夫卡 (米爾哥羅德區)
50°2′46″N 33°42′1″E / 50.04611°N 33.70028°E
多夫加利夫卡（烏克蘭語：Довгалівка），是烏克蘭的村落，位於該國中部波爾塔瓦州，由米爾哥羅德區負責管轄，處於普肖爾河右岸，距離霍穆捷齊和小索羅欽齊1公里，海拔高度97米，2001年人口303。